# Baruc (profeta)
Baruc ben Neria (en hebreu: ברוך בן נריה) o simplement Baruc (que significa 'Beneït') va ser un deixeble i company del profeta Jeremies, un dels quatre profetes majors de l'Antic Testament. Era d'una família molt il·lustre i tenia un gran coneixement de la llengua nacional. Tenia un germà anomenat Seraies que, amb Sedecies, l'últim rei de Judà, va anar a Babilònia l'any quart del seu regnat.
Formava part de la tribu de Judà, i es va convertir en l'escriba del profeta Jeremies. Va escriure la primera i la segona part de les seves profecies tal com li van ser dictades, cap a l'any 606 aC.
Va ser portat amb Jeremies a Tafnis a Egipte després de l'assassinat del governador Guedalià, que havia estat nomenat pel càrrec quan Nabucodonosor II va ocupar Jerusalem l'any 586 aC.
Després de la mort de Jeremies, es va unir als jueus captius a Babilònia. L'any 582 aC, el setè dia del cinquè mes del cinquè any en què Jerusalem va ser cremada, Baruc era a Babilònia. Allà va publicar les seves profecies, el Llibre de Baruc, que jueus i protestants no reconeixen com a canònics i que ara només es conserva en grec.